# Dressin' Up
«Dressin' Up» —en español: «Vestirse»— es una canción interpretada por la cantante y compositora estadounidense Katy Perry perteneciente a su álbum Teenage Dream: The Complete Confection de 2012. Fue escrita por Perry, Christopher "Tricky" Stewart, Monte Neuble y Matt Thiessen, y producida por Stewart y Kuk Harrell. Musicalmente, «Dressin' Up» incorpora los estilos de la música electro y el dance-rock, junto con una producción prominente de EDM. Líricamente, la canción habla de vestirse con diferentes atuendos para un amante, y contiene múltiples insinuaciones. Obtuvo críticas mixtas de los críticos, algunos de los cuales felicitaron por su sonido "divertido", mientras que otros denunciaron que era demasiado similar a las otras obras de Perry. Tras el lanzamiento de Teenage Dream: The Complete Confection, la canción apareció en el UK Singles Chart en el número 109.

## Antecedentes

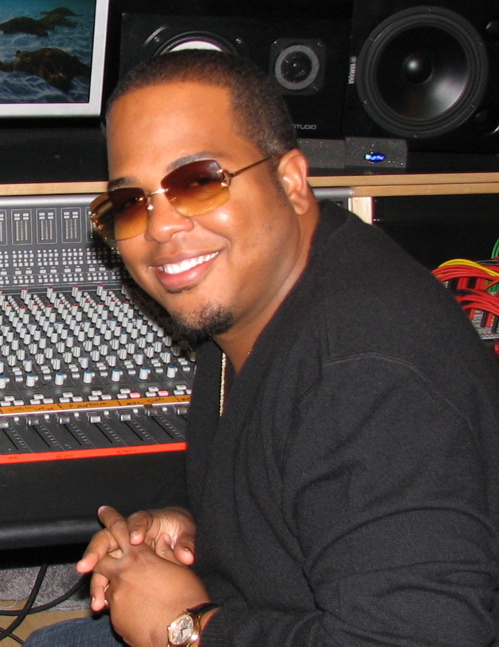
Perry trabajó con el colaborador frecuente Tricky Stewart en la canción.

En octubre de 2011, Tricky Stewart le dijo a MTV que estaba de vuelta en el estudio con Perry trabajando en las sobras de sus sesiones de Teenage Dream. Él dijo: "Katy y yo fuimos [al estudio] solo para abordar algunos problemas con [los] discos que habíamos hecho en el pasado y que no terminaron en él [álbum], así que estamos en el proceso de solo escuchando y refrescando cosas y preparándose para algo especial que ella está haciendo", insinuando que Teenage Dream tendría un relanzamiento. Stewart también agregó: "Siempre supimos que los discos que creamos eran especiales [y] en el momento en que era más una obligación contractual [que no hicieron el álbum], solo puedo tener tantas canciones producidas por mí en el álbum, y honestamente no necesitaba más discos, como se puede ver por el éxito de este álbum, las canciones han sido perfectas". El productor luego reveló que una de las canciones se titulaba "Dressing Up", diciendo: "Esta canción es realmente especial. Se llama 'Dressing Up', por lo que creo que será un gran disco, definitivamente encaja. Está justo ahí en cuanto a su sensibilidad como músico y compositor. No cambia mucho. Tiene un gusto musical muy agudo. Será realmente bueno".

## Grabación

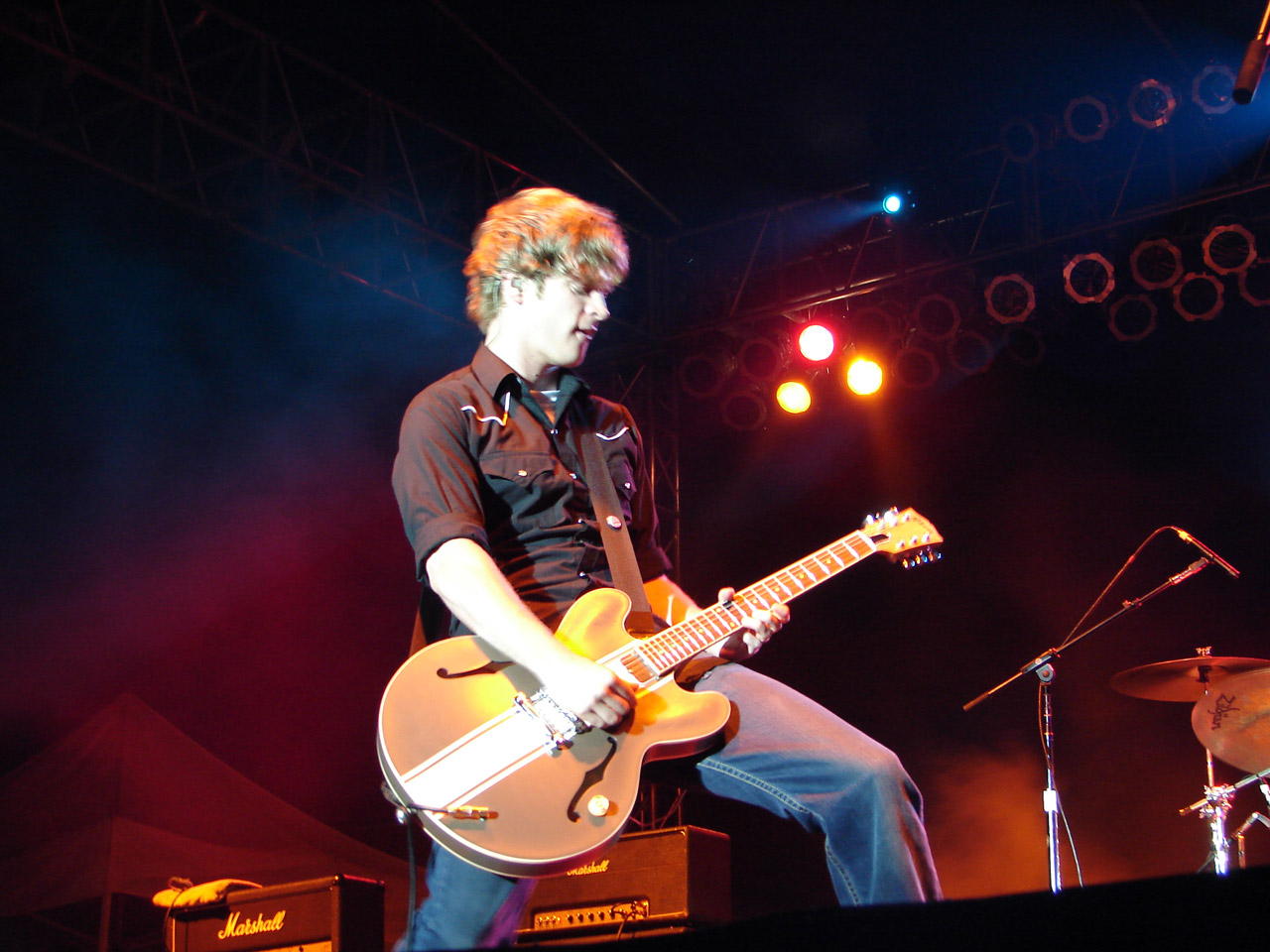
Matt Thiessen (pictured), of Relient K helped co-write "Dressin' Up".

"Dressin' Up" was written by Perry, along with Christopher "Tricky" Stewart, Monte Neuble, and Matt Theissen. Production of the song was handled by Stewart and Kuk Harrell, who provided the song's vocal production. It was recorded and engineered at Studio at the Palms in Las Vegas, Nevada, Triange Sound Studios and Silent Sound Studios in Atlanta, Georgia, The Boom Boom Room in Burbank, California, and at Triangle Sound Studios in Encino, California. It was engineered by Brian "B-LUV" Thomas, Andrew Wuepper, Chris "TEK" O'Ryan, and Pat Thrall, with assistance from Luis Navarro, Steven Dennis, Mark Gray, Kory Aaron, Charles Malone, Randy Urbanski, Justin Roberts, Steven Villa, and James Hunt. Vocoder and vocal effects were carried out by Thrall, who also played the rhythm guitar.
Drum programming and sequencing was done by Stewart along with Kenneth "Soundz" Colby, with additional programming coming from Mike Green. Stewart and Neuble played the keyboards, Malone, Julio Mirando, and Daniel Silvestri played the guitar, while Silvestri played the bass guitar. The guitars and bass were recorded and engineered by Nick Chahwala, while Serban Ghenea mixed the song at MixStar Studios in Virginia Beach, Virginia. "Dressin' Up" was engineered by John Hanes, and was assisted by Phil Seaford.

## Composición y recepción
«Dressin' Up» has a length of three minutes and forty-four seconds. Musically, the song incorporates dance-rock and electro styles, and features an electronic dance production. Lyrically, the song is about dressing up for one's lover, and sees Perry "inviting some 'dirty doggie' to 'pet her kitty.'" State in the Real reviewer Chris Will deemed it similar to Perry's other songs, calling it "pretty typical in the scope of Katy Perry's sound." Melissa Maerz of Entertainment Weekly praised "Dressin' Up" as a "fun" song. Maritess Calabria of RyanSeacreast.com praised the song as "smooth and sultry". Becky Bain from Idolator felt the song contained some "absolutely ridiculous" verses. A lyric video for the song was released shortly after Teenage Dream: The Complete Confection. Jenna Hally Rubenstein from MTV praised the song's lyric video as "lyric video nirvana".

## Créditos y personal
Créditos adaptados de las notas de Teenage Dream.
Grabación
- Grabada en Studio at the Palms (Las Vegas), Triangle Sound Studios & Silent Sound Studios (Atlanta, GA), The Boom Boom Boom (Burbank, CA), Triange Sound Studios (Encinal, CA).
- Mixed at Mixtar Studios, Virginia Beach.

Personal
- Katy Perry – composición y voz
- Matt Thiessen – composición
- Tricky Stewart – composición, producción, grabación, programación
- Monte Neuble – composición
- Brian Thomas – grabación
- Chris O'Ryan – grabación
- Pat Thrall – grabación, grabación vocal
- Kuk Harrell – grabación vocal, producción vocal
- Kenneth Colby – programación

## Posicionamiento en listas
Tras el lanzamiento de Teenage Dream: The Complete Confection, «Dressin' Up» debutó y alcanzó el número 109 en la fecha de lanzamiento el 7 de abril de 2012, en UK Singles Chart. La canción fue la tercera pista más alta del álbum debut de su álbum principal.
| Listas (2010)                        | Mejor posición |
| ------------------------------------ | -------------- |
| UK Singles (Official Charts Company) | 109            |

## Interpretaciones en directo
Perry nunca ha interpretado la versión completa de «Dressin' Up» en vivo. Hasta 2025, fue la única canción de Teenage Dream que no había sido cantada en sus conciertos. El 17 de mayo de 2025, en un show en Las Vegas, Perry cantó un fragmento a cappella en la sección "Elige tu propia aventura" de The Lifetimes Tour.